# Pseudostegophilus nemurus
Pseudostegophilus nemurus är en fiskart som först beskrevs av Günther, 1869.  Pseudostegophilus nemurus ingår i släktet Pseudostegophilus och familjen Trichomycteridae. Inga underarter finns listade i Catalogue of Life.